# Il mondo di Todd
Il mondo di Todd (ToddWorld) è un cartone animato statunitense per bambini creato da Todd Parr e Gerry Renert e prodotta da SupperTime Entertainment, insieme a Mike Young Productions, Telegael e DQ Entertainment.
La serie viene trasmesso negli Stati Uniti d'America da TLC e Discovery Kids. Mentre in Italia, la serie debutta nel 2006 su RaiSat Ragazzi.

## Personaggi e doppiatori
| Personaggio | Doppiatore originale | Doppiatore italiano |
| ----------- | -------------------- | ------------------- |
| Todd        | Ryan Hirakida        | Monica Ward         |
| Pickle      | Peter Kelamis        | Simone Crisari      |
| Sophie      | Chantal Strand       | Letizia Ciampa      |
| Stella      | Britt McKillip       | Perla Liberatori    |
| Benny       | Doron Bell           | Roberto Stocchi     |
| Mitzi       | Shirley Millner      | Laura Boccanera     |

## Episodi
Prima Stagione
| nº | Titolo originale                    | Titolo italiano   | Prima TV USA      | Prima TV Italia |
| -- | ----------------------------------- | ----------------- | ----------------- | --------------- |
| 1  | Todd Builds a Fort                  |                   | 8 novembre 2004   | marzo 2006      |
| 1  | Stella's Different Ears             |                   | 8 novembre 2004   | marzo 2006      |
| 2  | Todd Time                           |                   | 9 novembre 2004   |                 |
| 2  | Rock My World                       |                   | 9 novembre 2004   |                 |
| 3  | Prickly Partner                     |                   | 10 novembre 2004  |                 |
| 3  | Pickle's Smelly Socks               |                   | 10 novembre 2004  |                 |
| 4  | It's OK to Lose Your Mittens        |                   | 11 novembre 2004  |                 |
| 4  | Stella's Special Club               |                   | 11 novembre 2004  |                 |
| 5  | Worm's Eye View                     |                   | 12 novembre 2004  |                 |
| 5  | Pickle's Problem                    |                   | 12 novembre 2004  |                 |
| 6  | Venus Ice Cream Trap                |                   | 15 novembre 2004  |                 |
| 6  | Platyroo                            |                   | 15 novembre 2004  |                 |
| 7  | Come Over to My House               |                   | 22 novembre 2004  |                 |
| 7  | Sophie's Sinking Feeling            |                   | 22 novembre 2004  |                 |
| 8  | Who's Your Best Friend?             |                   | 29 novembre 2004  |                 |
| 8  | Pretend Friend                      |                   | 29 novembre 2004  |                 |
| 9  | Stella's Bad Dream                  |                   | 28 marzo 2005     |                 |
| 9  | Mommy Mitzi                         |                   | 28 marzo 2005     |                 |
| 10 | Bark in the Dark                    |                   | 29 marzo 2005     |                 |
| 10 | It's OK Not to Win                  |                   | 29 marzo 2005     |                 |
| 11 | It's OK to Have Wheels              |                   | 30 marzo 2005     |                 |
| 11 | Princess Pirate                     |                   | 30 marzo 2005     |                 |
| 12 | Monkeying Around                    |                   | 31 marzo 2005     |                 |
| 12 | No Place Like Home                  |                   | 31 marzo 2005     |                 |
| 13 | Todd Takes a Stand                  |                   | 8 aprile 2005     |                 |
| 13 | Benny's Missing Chew Toy            |                   | 8 aprile 2005     |                 |
| 14 | Colorful Friend                     |                   | 25 maggio 2005    |                 |
| 14 | It's OK to Say No to Bad Things     |                   | 25 maggio 2005    |                 |
| 15 | Sophie's Big Invention              |                   | 30 maggio 2005    |                 |
| 15 | Dog's Day                           |                   | 30 maggio 2005    |                 |
| 16 | Whole Lotta Limbo                   |                   | 31 maggio 2005    |                 |
| 16 | Shall We Dance?                     |                   | 31 maggio 2005    |                 |
| 17 | Dirt Day                            |                   | 20 giugno 2005    |                 |
| 17 | Mr. Cuddle Wuddle'                  |                   | 20 giugno 2005    |                 |
| 18 | It's OK to Do Your Own Thing        |                   | 18 luglio 2005    |                 |
| 18 | Follow That Alligator               |                   | 18 luglio 2005    |                 |
| 19 | Beach Day                           |                   | 24 agosto 2005    |                 |
| 19 | New Kid on the Block                |                   | 24 agosto 2005    |                 |
| 20 | You Get What You Get                |                   | 28 settembre 2005 |                 |
| 20 | Garden Variety Pickle               |                   | 28 settembre 2005 |                 |
| 21 | Pizza on Earth                      | La mega pizza     | 9 ottobre 2005    |                 |
| 21 | Quill She or Won't She?             |                   | 9 ottobre 2005    |                 |
| 22 | Flavor of the Month                 | Il gusto del mese | 16 ottobre 2005   |                 |
| 22 | Bark Like a Cat                     |                   | 16 ottobre 2005   |                 |
| 23 | Colorless Todd                      |                   | 23 ottobre 2005   |                 |
| 23 | Underwear Everywhere                |                   | 23 ottobre 2005   |                 |
| 24 | It's OK to Talk with Your Hands     |                   | 15 novembre 2005  |                 |
| 24 | Water U Thinking?                   |                   | 15 novembre 2005  |                 |
| 25 | Peace is Reading All Kinds of Books |                   | 13 dicembre 2005  |                 |
| 25 | A Roaring Success                   |                   | 13 dicembre 2005  |                 |
| 26 | Shoe In                             |                   | 21 dicembre 2005  |                 |
| 26 | Itchy Itch                          |                   | 21 dicembre 2005  |                 |

Seconda Stagione
| nº | Titolo originale                    | Titolo italiano | Prima TV USA      | Prima TV Italia |
| -- | ----------------------------------- | --------------- | ----------------- | --------------- |
| 1  | Whatever Sways Your Swing           |                 | 16 aprile 2007    |                 |
| 1  | A Trunkful of Trouble               |                 | 16 aprile 2007    |                 |
| 2  | For Yelling Out Loud                |                 | 17 aprile 2007    |                 |
| 2  | Crazy for Cookies                   |                 | 17 aprile 2007    |                 |
| 3  | The Hoppy-Poppy Pokey               |                 | 18 aprile 2007    |                 |
| 3  | Stella's Star Day                   |                 | 18 aprile 2007    |                 |
| 4  | New Baby in Town                    |                 | 19 aprile 2007    |                 |
| 4  | Imagine That!                       |                 | 19 aprile 2007    |                 |
| 5  | Bye Bye Benny                       |                 | 20 aprile 2007    |                 |
| 5  | Big Feet                            |                 | 20 aprile 2007    |                 |
| 6  | Benny and Sam                       |                 | 10 settembre 2007 |                 |
| 6  | A Big Messy Pickle                  |                 | 10 settembre 2007 |                 |
| 7  | Come Out of Your Shell              |                 | 11 settembre 2007 |                 |
| 7  | The Big Picture                     |                 | 11 settembre 2007 |                 |
| 8  | Gifted Friends                      |                 | 12 settembre 2007 |                 |
| 8  | Finders Keepers                     |                 | 12 settembre 2007 |                 |
| 9  | Potluck Picnic                      |                 | 13 settembre 2007 |                 |
| 9  | The Art of Change                   |                 | 13 settembre 2007 |                 |
| 10 | Snack Happy                         |                 | 14 settembre 2007 |                 |
| 10 | Back on the Bike                    |                 | 14 settembre 2007 |                 |
| 11 | It's OK to Ask                      |                 | 29 ottobre 2007   |                 |
| 11 | Bully for You                       |                 | 29 ottobre 2007   |                 |
| 12 | Moving                              |                 | 9 giugno 2009     |                 |
| 12 | The Triple Treat Treasure Hunt Race |                 | 9 giugno 2009     |                 |
| 13 | Super Sophie                        |                 | 10 giugno 2009    |                 |
| 13 | Hair We Go!                         |                 | 10 giugno 2009    |                 |